# Arnold Luschin von Ebengreuth

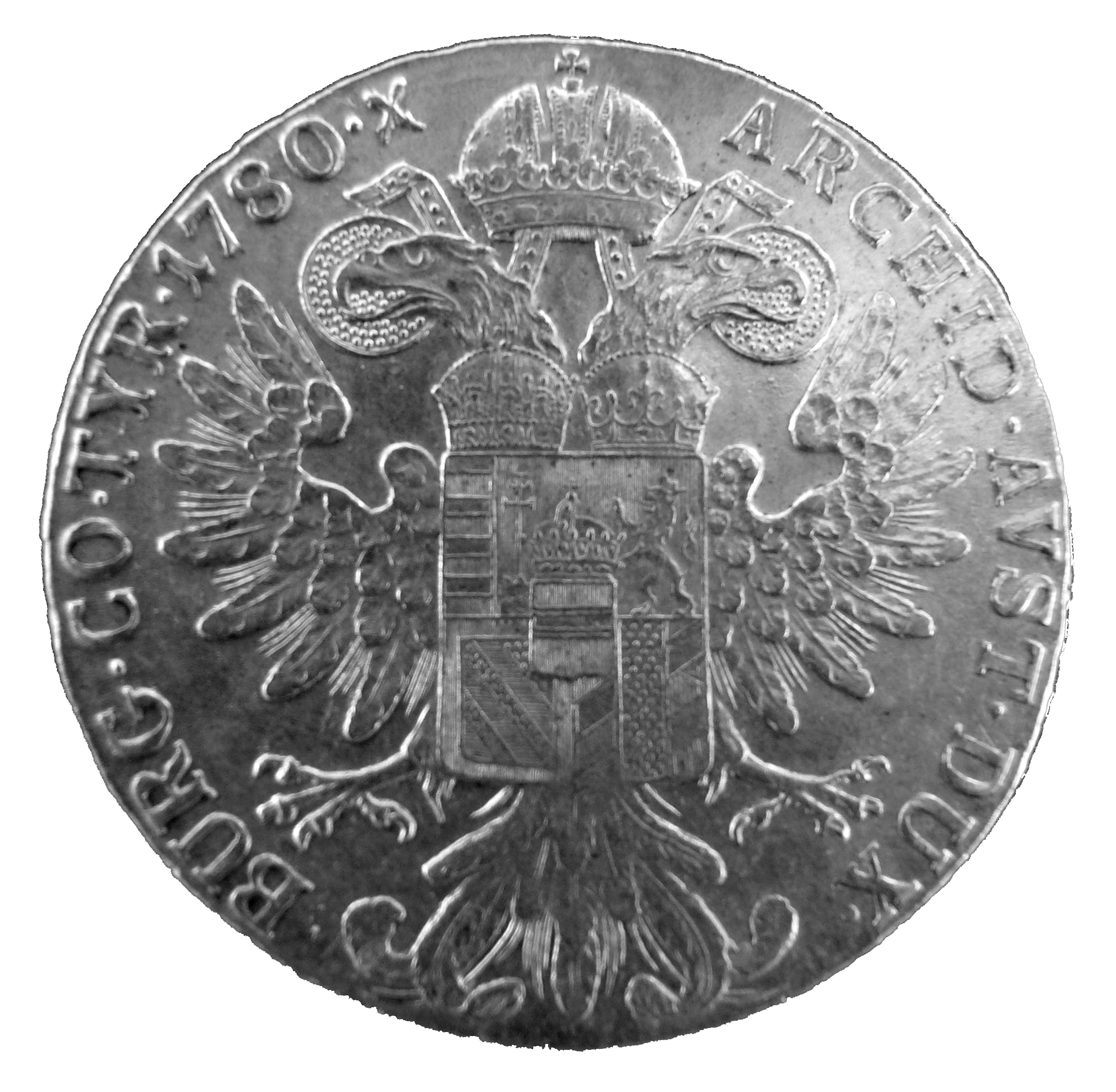
Maria-Theresien-Taler, Rückseite

Arnold Luschin (* 26. August 1841 in Lemberg; † 6. Dezember 1932 in Graz, 1873 bis 1919 Luschin Ritter von Ebengreuth) war ein österreichischer Rechtshistoriker und Numismatiker.

## Leben
Als Sohn eines aus Krain stammenden Juristen in Lemberg geboren, wuchs Luschin aufgrund seines oft versetzen Vaters in Czernowitz, Zara, Neustadtl, Temesvár, Wien und Laibach auf. Nachdem er das Laibacher Gymnasium von 1855 bis 1857 besucht hatte, machte er 1857 seine Reifeprüfung in Temesvár. Er studierte Rechtswissenschaften und nebenbei Germanistik, Numismatik, Geschichtswissenschaft in Wien und Graz, wo er schließlich bis zu seinem Tode lebte und arbeitete. 1864 ging er als Rechtspraktikant in den Justizdienst. 1866 wurde er mit einer numismatischen Arbeit promoviert und nahm eine Stelle im Grazer Münz- und Antikenkabinett an. 1867 wurde er Adjunkt im Steiermärkischen Landesarchiv in Graz. 1869 habilitierte er sich für Geschichte des deutschen Rechts in Österreich an der Universität Graz. 1873 wurde er dort ao. Professor der Deutschen Reichs- und Rechtsgeschichte, 1881 Ordinarius für deutsche und österreichische Reichs- und Rechtsgeschichte, 1912 trat er in den Ruhestand.
Er war daneben Präsident des Kuratoriums des steiermärkischen Landesmuseums Joanneum, und ab 1905 auch Mitglied auf Lebenszeit des Herrenhauses bis zu dessen Auflösung im Jahre 1918. Seit 1904 war er korrespondierendes Mitglied der Preußischen Akademie der Wissenschaften und seit 1906 der Bayerischen Akademie der Wissenschaften. 1909 erhielt er von der Universität Leipzig die Ehrendoktorwürde. 1912 ging er in den Ruhestand.
Ein von Luschin 1872 für die Edition in den „Fontes Rerum Austriacarum“ abgeschlossenes Urkundenbuch des Stiftes Innichen im Südtiroler Pustertal, der handschriftliche Codex diplomaticus Inticensis in zwei Bänden, blieb ungedruckt und befindet sich seit 1939 im Tiroler Landesmuseum Ferdinandeum. Sein umfassender Nachlass befindet sich hingegen in der Sondersammlung der Universitätsbibliothek Graz und dem Steierischen Landesarchiv.
Er ist auf dem St.-Leonhard-Friedhof in Graz beigesetzt.
Im Jahr 1936 wurde in Wien-Floridsdorf (21. Bezirk) die Luschingasse nach ihm benannt.

## Schriften (Auswahl)
- Geschichte des ältern Gerichtswesens in Österreich ob und unter der Enns. Böhlau, Weimar 1879 (Digitalisat).
- Allgemeine Münzkunde und Geldgeschichte des Mittelalters und der neueren Zeit (= Handbuch der mittelalterlichen und neueren Geschichte. Abt. 4: Hilfswissenschaften und Altertümer 5). Oldenbourg, München / Berlin 1904 (Digitalisat); 2. stark vermehrte Auflage. Oldenbourg, München / Berlin 1926.